# James S. Fishkin
James S. Fishkin (nacido en 1948) es un politólogo estadounidense que actualmente tiene el sillón Janet M. Peck de Comunicación Internacional en el Departamento de Comunicación de la Universidad de Stanford, donde además es profesor de comunicación y profesor de ciencias políticas. También es director del Centro de Stanford para la Democracia Deliberativa. Fishkin es un erudito ampliamente citado por su trabajo en democracia deliberativa. Como una forma de aplicar este concepto, propuso el sondeo deliberativo en 1988. Junto con Robert Luskin, ha colaborado en solicitudes de encuestas deliberativas en 21 países.

## Carrera
Fishkin recibió su licenciatura y doctorado en ciencias políticas de la Universidad de Yale. Tiene un segundo doctorado en filosofía de la Universidad de Cambridge. Actualmente es el director del Centro para la Democracia Deliberativa de Stanford. Ha sido becario de Guggenheim, miembro del Centro de Estudios Avanzados en Ciencias del Comportamiento de Stanford, miembro del Centro Internacional para Académicos Woodrow Wilson y miembro de la comunidad visitante en el Trinity College de Cambridge. En 2014 fue elegido miembro de la Academia Estadounidense de Artes y Ciencias.

### Encuesta deliberativa
La encuesta de opinión deliberativa toma una muestra aleatoria representativa de las personas y las reúne en un lugar para deliberar sobre un tema. Las personas reciben materiales informativos que se realizan de acuerdo con todas las partes interesadas de manera que representen cada posición de manera equilibrada. Se les pide a las personas que registren sus opiniones consideradas después de un día o más de deliberación. Tomado como un voto, las decisiones tomadas por tales arreglos se han utilizado alternativamente para elegir candidatos en elecciones presidenciales primarias (Grecia) o para recomendar decisiones políticas (China, Texas), etc. Fue la base de Power and the People, un programa de Channel 4 de Reino Unido en el que Fishkin era un consultor (1994–1999). 
Más de 70 de estas encuestas deliberativas han tenido lugar en todo el mundo, incluyendo a Argentina, Canadá, Brasil, Chile, Estados Unidos, Ghana, Tanzania, Uganda, China, Hong Kong, Japón, Corea, Bulgaria, Dinamarca, Grecia, Hungría, Italia, Irlanda del Norte, Polonia, Croacia, el Reino Unido, la Unión Europea y Australia.

## Otras lecturas

### Libros

#### Democracia deliberativa
- Fishkin, James S. (1991). Democracy and deliberation : new directions for democratic reform. Yale University Press. ISBN 0-300-05161-1. OCLC 24067411. Consultado el 27 de noviembre de 2019.
- Laslett, Peter; Fishkin, James S. (1992). Philosophy, politics, and society, sixth series : justice between age groups and generations. Yale University Press. ISBN 0-300-05073-9. OCLC 24848186. Consultado el 27 de noviembre de 2019.
- Fishkin, James S. (1991). Democracy and deliberation : new directions for democratic reform. Yale University Press. ISBN 0-300-05161-1. OCLC 24067411. Consultado el 27 de noviembre de 2019.
- Fishkin, James S. The voice of the people: public opinion and democracy. ISBN 978-0-300-14670-7. OCLC 861792625. Consultado el 27 de noviembre de 2019.
- Fishkin, James S.; Laslett, Peter (2003). Debating deliberative democracy. Blackwell. ISBN 978-0-470-69073-4. OCLC 214281500. Consultado el 27 de noviembre de 2019.
- Ackerman, Bruce A.; Fishkin, James S. Deliberation day. ISBN 978-0-300-12702-7. OCLC 182530160. Consultado el 27 de noviembre de 2019.
- Fishkin, James S. (2011). When the people speak: deliberative democracy and public consultation. Oxford University Press. ISBN 978-0-19-180357-4. OCLC 904537881. Consultado el 27 de noviembre de 2019.

#### Teoría política y filosofía
- Fishkin, James S. (1979). Tyranny and legitimacy: a critique of political theories. Johns Hopkins University Press. ISBN 0-8018-2206-8. OCLC 4774916. Consultado el 27 de noviembre de 2019.
- Fishkin, James S. (1984). Beyond subjective morality : ethical reasoning and political philosophy. Yale University Press. ISBN 978-0-300-23735-1. OCLC 1019738625. Consultado el 27 de noviembre de 2019.
- Fishkin, James S. (1982). The limits of obligation. Yale University Press. ISBN 0-300-02747-8. OCLC 7739637. Consultado el 27 de noviembre de 2019.
- Fishkin, James S. (1983). Justice, equal opportunity, and the family. Yale University Press. ISBN 0-300-02865-2. OCLC 8627394. Consultado el 27 de noviembre de 2019.
- Fishkin, James S.; Goodin, Robert E. (2010). Population and political theory. Wiley-Blackwell. ISBN 978-1-4443-3038-0. OCLC 436030654. Consultado el 27 de noviembre de 2019.

#### Publicaciones en revistas científicas
- Fishkin, James S.; Luskin, Robert C. (September 2005). «The quest for deliberative democracy». The Good Society 9 (1): 4-9. JSTOR 20710913.
- Fishkin, James S.; Jowell, Roger; Luskin, Robert C. (July 2002). «Considered opinions: deliberative polling in Britain». British Journal of Political Science 32 (3): 455-487. doi:10.1017/S0007123402000194.
- Fishkin, James S.; List, Christian; McLean, Iain; Luskin, Robert (2002). Can deliberation induce greater preference structuration: evidence from deliberative opinion polls? Paper presented at the meeting of the American Political Science Association, Boston, 26 August – 1 September.
- Fishkin, James S.; Luskin, Robert C. (September 2005). «Experimenting with a democratic ideal: deliberative polling and public opinion». Acta Politica 40 (3): 284-298. doi:10.1057/palgrave.ap.5500121.
- Fishkin, James S.; List, Christian; Luskin, Robert C.; MacLean, Ian (January 2013). «Deliberation, Single-Peakedness and the Possibility of Meaningful Democracy». The Journal of Politics 75 (1): 80-95. doi:10.1017/S0022381612000886.
- Fishkin, James S.; Luskin, Robert C.; O'Flynn, Ian; Russell, David (December 2012). «Deliberating Across Deep Divides». Political Studies 62 (1): 116-135. doi:10.1111/j.1467-9248.2012.01005.x.
- Fishkin, James S. (December 2013). «Deliberation by the People Themselves: Entry Points for the Public Voice». Election Law Journal: Rules, Politics, and Policy 12 (4): 490-507. doi:10.1089/elj.2013.0200.
- Fishkin, James S.; Luskin, Robert C.; Siu, Alice (September 2014). «Europolis and the European Public Sphere: Empirical Applications of a Counter-factual Ideal». European Union Politics 15 (3): 328-351. doi:10.1177/1465116514531507.